# Miguel Cruz Hernández
Miguel Cruz Hernández (Málaga, 15 de enero de 1920-Madrid, 25 de marzo de 2020) fue un político, filósofo y arabista español, alcalde de Salamanca y gobernador civil de la provincia de Albacete durante la dictadura franquista y secretario de Estado durante la Transición.
Historiador y catedrático de la Universidad de Salamanca en las facultades de Filosofía y Letras y Medicina, y doctor honoris causa.

## Trayectoria académica
Nacido el 15 de enero de 1920 en Málaga en el seno una familia de maestros, cursó la licenciatura de filología semítica en la Universidad de Granada y se doctoró en 1946 en la Universidad de Madrid. Su tesis, leída en 1946, versó sobre Avicena. Obtuvo su primera cátedra en la Universidad de Salamanca en 1950 en la facultad de Filosofía y Letras, en la que permaneció hasta 1976, y de la que fue decano entre 1969 y 1971. Entre sus alumnos destacan Cirilo Flórez Miguel, Pablo García Castillo, Antonio Heredia Soriano o Miguel Ángel Quintanilla. Trató temas filosóficos, psicológicos y fenomenológicos relacionados con el filósofo Juan Zaragüeta. La aportación más importante fue la obra Historia del pensamiento en el mundo islámico, referencia para investigadores de todo el mundo, la cual es herencia de la escuela arabista del historiador Miguel Asín Palacios.
Colaborador en la revista Arbor en 1951, fue subdirector del Instituto Hispano-Árabe de Cultura (IHAC), responsabilidad de la cual dimitió en 1958.
Fue investido doctor honoris causa por la Universidad de Salamanca en mayo de 1995.

## Trayectoria política
En 1958 fue alcalde de Salamanca y procurador en las Cortes franquistas.
A pesar de un pasado republicano (según él militante en la Federación Universitaria Escolar y en las Juventudes Socialistas Unificadas durante la Segunda República Española), desempeñó diversos cargos durante la dictadura franquista, llegando a ser conocido como el «alcalde rojo de Franco».
En 1962 Julio Gutiérrez Rubio le reemplazó al frente del consistorio salmantino, y fue destinado como gobernador civil a la provincia de Albacete en sustitución del falangista Santiago Guillén Moreno.
Durante el tardofranquismo y la Transición fue presidente del Instituto del Libro y director general de Cultura Popular. Fue sancionado administrativamente, en los últimos estertores del régimen franquista, por una negligencia en su papel al frente de la censura, al no haber impedido la publicación en España de obras como Paradiso, de José Lezama Lima.

## Vida personal
Se casó el 2 de abril de 1951 con María Elena Alberich Rivas, maestra nacional, con quien tuvo ocho hijos.
El 25 de marzo de 2020 se anunció su fallecimiento en Madrid, tenía cien años.

## Obra publicada
- Historia del pensamiento en el mundo islámico (1981) ISBN 84-206-8029-X, (2011) ISBN 978-84-206-6583-2 y (2012) ISBN 978-84-206-6584-9
- Exposición de la República de Platón ISBN 978-84-309-2543-8
- La vida de Avicena como introducción a su pensamiento, (1997). ISBN 84-922437-2-4
- Tres escritos esotéricos ISBN 978-84-309-3157-6
- Abu-l-Walid Muhammad ibn Rusd (Averroes): vida, obra, pensamiento, influencia, (1997) ISBN 84-7959-184-6
- El Islam de al-Andalus: historia y estructura de su realidad social, (1996) ISBN 84-7232-752-3
- Historia del pensamiento en Al-Andalus, (1985) ISBN 84-7587-052-X
- Abu-l-Walid ibn Rusd (Averroes): vida, obra, pensamiento, influencia, (1986) ISBN 84-7580-343-1
- Hombre y robot, ISBN 84-220-1210-3
- Con Salvador Gómez Nogales, La política como única ciencia religiosa en al-Farabi, (1980). ISBN 84-7472-020-6
- El pensamiento de Ramón Llull, (1977) ISBN 84-7039-245-X
- Lecciones de psicología, (1976) ISBN 84-292-8728-0
- "Prólogo" a Cirilo Flórez, Dialéctica, historia y progreso: introducción al estudio de Marx (1968).